# シャルルヴァル (ブーシュ＝デュ＝ローヌ県)
シャルルヴァル （Charleval、プロヴァンス語:Charlaval）は、フランス、プロヴァンス＝アルプ＝コート・ダジュール地域圏、ブーシュ＝デュ＝ローヌ県のコミューン。コミューンは頻繁に非公式の呼称、シャルルヴァル＝アン＝プロヴァンス（Charleval-en-Provence）を用いる。

## 地理
シャルルヴァルは、エクス＝アン＝プロヴァンスの北西約30kmに位置している。デュランス川左岸にあり、コート山地のふもとにある。
1991年5月14日のデクレにより、フランスの地震活動の線引きが定義された。ランベスク小郡（2014年まで存在した小郡。シャルルヴァルが含まれていた）はゾーンⅡに分類された。これは『中程度の地震活動』に対応する。

## 歴史
シャルルヴァルとは、シャルル・ド・ロレーヌの封土として格上げされた所有地から得た地名である。1789年にシャルルヴァルはコミューンとなった。それ以前の1741年には、シャルルヴァルはカドネ＝シャルルヴァル領の一部だった。

## 人口統計
| 1962年 | 1968年 | 1975年 | 1982年 | 1990年 | 1999年 | 2006年 | 2015年 |
| ------ | ------ | ------ | ------ | ------ | ------ | ------ | ------ |
| 1347   | 1278   | 1417   | 1684   | 1877   | 2080   | 2324   | 2731   |

参照元:1962年から1999年までは複数コミューンに住所登録をする者の重複分を除いたもの。それ以降は当該コミューンの人口統計によるもの。1999年までEHESS/Cassini、2006年以降INSEE

## 参照
1. ↑  Ainsi, le site officiel de la commune, www.charleval-en-provence.org, présente la commune sous le nom de « Charleval-en-Provence ».
2. ↑  “Charleval - Notice Communale”. cassini.ehess.fr. 2018年10月7日閲覧。
3. ↑  “Populations légales 2015 − Commune de Charleval (13024) | Insee” (フランス語). www.insee.fr. 2018年10月7日閲覧。
4. ↑  http://www.insee.fr